# Denkmal für Freiheit und Einheit

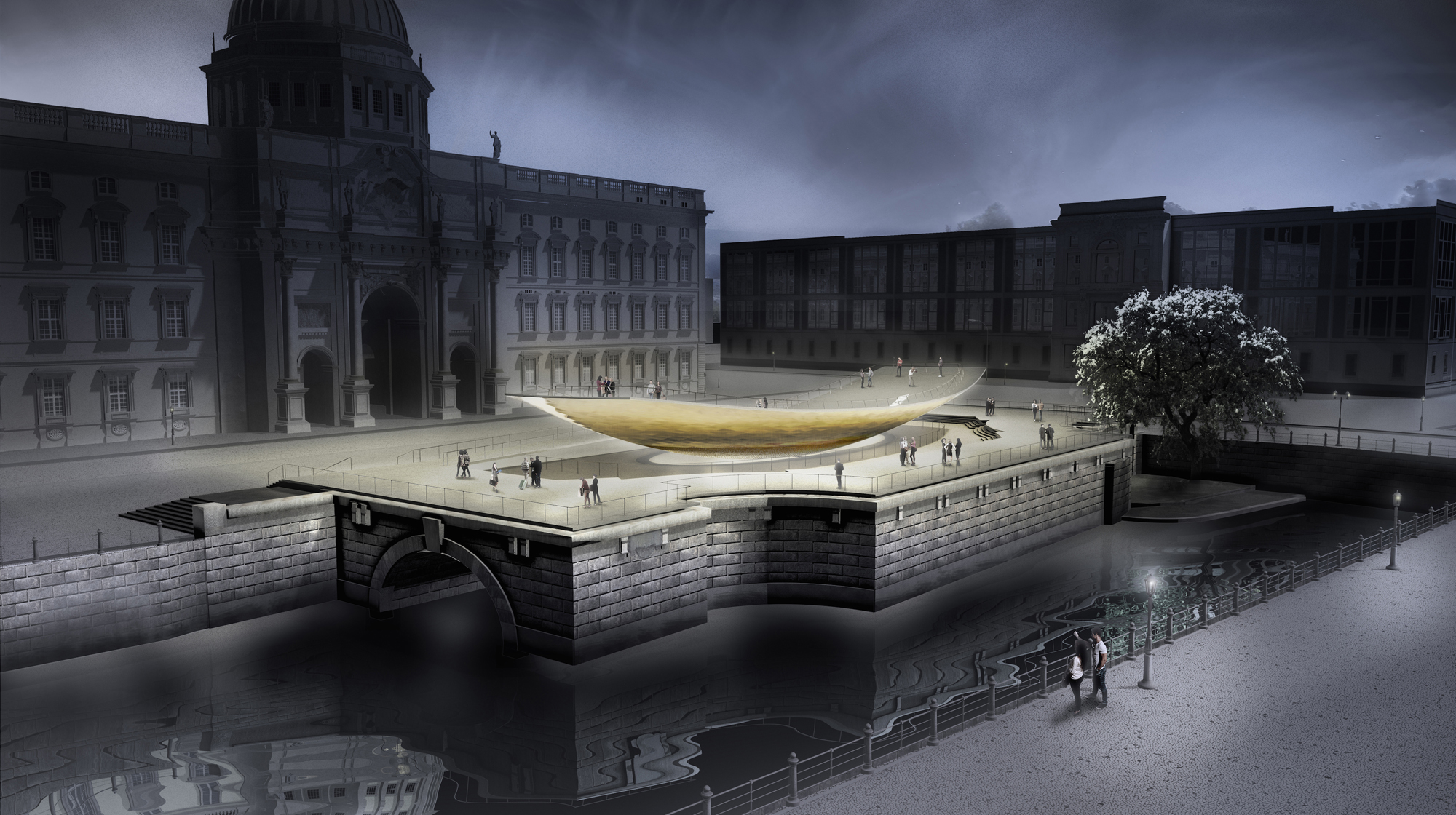
Animation av det framtida minnesmärket, sett från Schinkelplatz

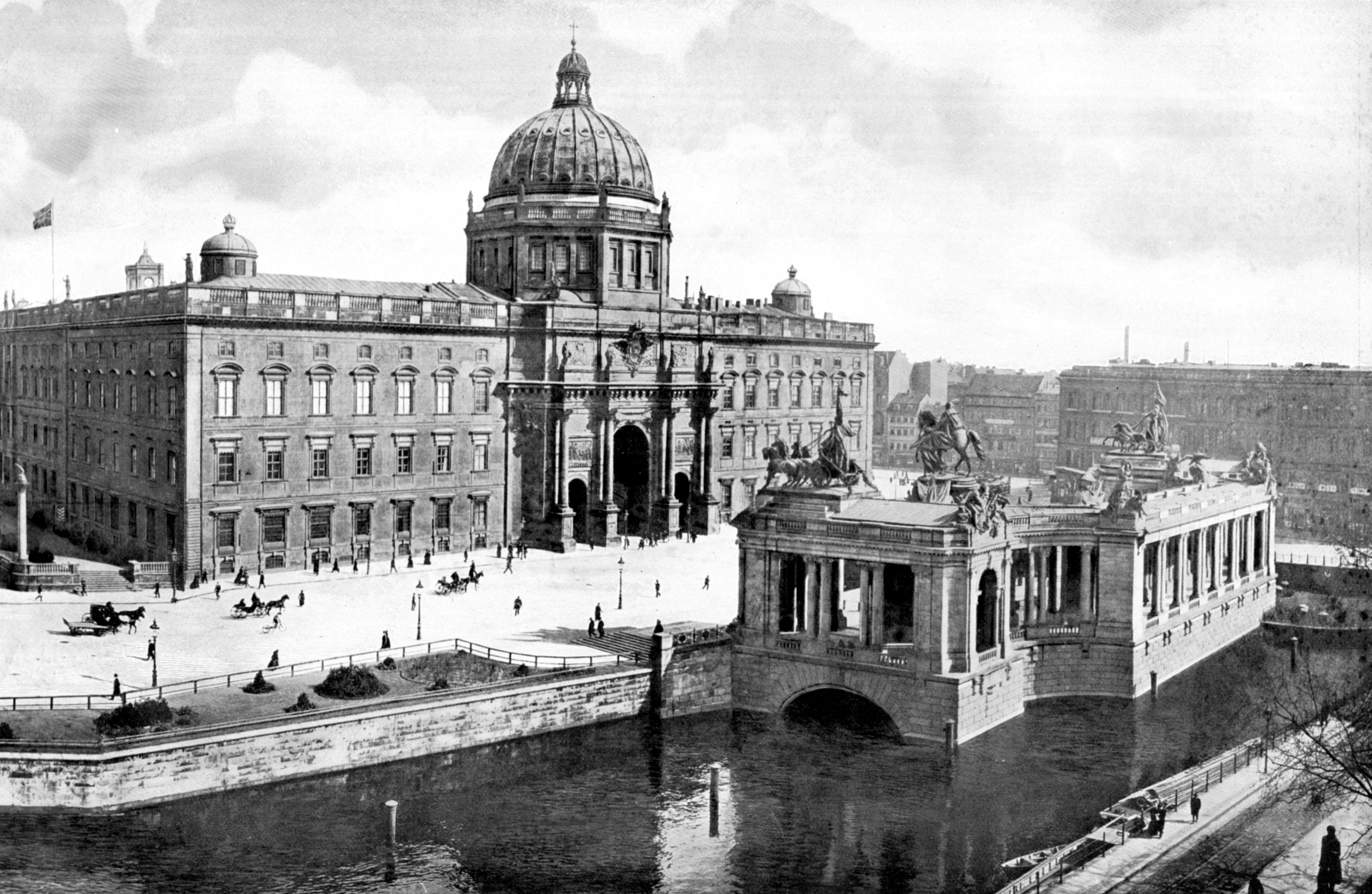
Kaiser-Wilhelm-Nationaldenkmal och Berlins stadsslott, 1900

Denkmal für Freiheit und Einheit (Minnemärket över frihet och enhet) är ett planerat nationellt tyskt minnesmärke framför Humboldt Forum i Berlin, vilket ska hylla Tysklands fredliga återförening 1990 samt tidigare enhetsrörelser under 1700-, 1800- och 1900-talen. 
Minnesmärket beslöts av Bundestag den 9 november 2007. I förbundsdagens dekret föreslås platsen för det tidigare Kaiser-Wilhelm-Nationaldenkmal på Schlossfreiheit som lokalisering för det nya monumentet, invid Berlins stadsslott i sin nya inkarnation som Humboldt Forum. Monumentet antas ha inskriptioner med den slogan som användes vid 1989 års demonstrationer: "Wir sind das Volk, Wir sind ein Volk" ("Vi är folket, vi är ett folk").
Förbundsdagen beslutade i juli 2017 att påbörja uppförandet av minnesmärket framför Humbolt Forum. Då det av Johannes Milla och Sebastian Letz utarbetade förslaget liknar en gungbräda, och ska ha en viss sådan funktion, har det i folkmun kommit att kallas Einheitswippe (enhetsgungbräda).
Invigningen var först planerad till 30-årsjubileet av Berlinmurens fall den 9 november 2019, men ett antal förseningar gjorde att bygget kom igång först i maj 2020.